# 梅木千夏
梅木 千夏（うめき ちなつ、2000年8月12日 - ）は、日本の女子バスケットボール選手である。ポジションはポイントガード。愛媛県松山市出身。Wリーグのデンソーアイリス所属。

## 来歴
聖カタリナ学園高校からアイシンAWに加入。
2021年、東京オリンピック3×3女子日本代表候補に選出される。
同年、トヨタ自動車に移籍。
2024年、デンソーに移籍。

## 経歴
- 聖カタリナ学園高 - アイシンAW -トヨタ自動車（2021年〜2024年）- デンソー

## 日本代表歴
- 2018 U18アジアカップ